# 國道17號 (印度)

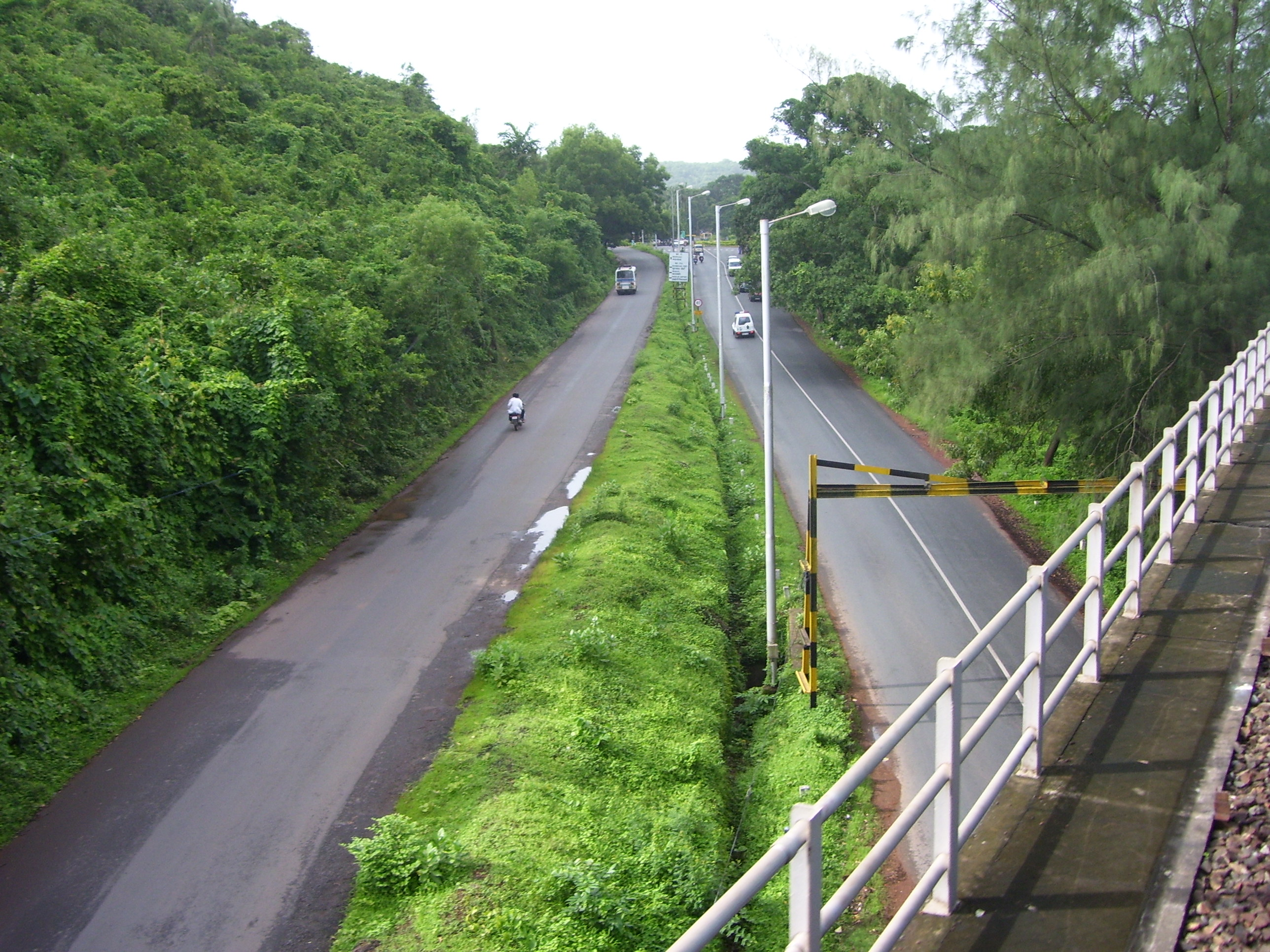
果阿邦一段的國道17號

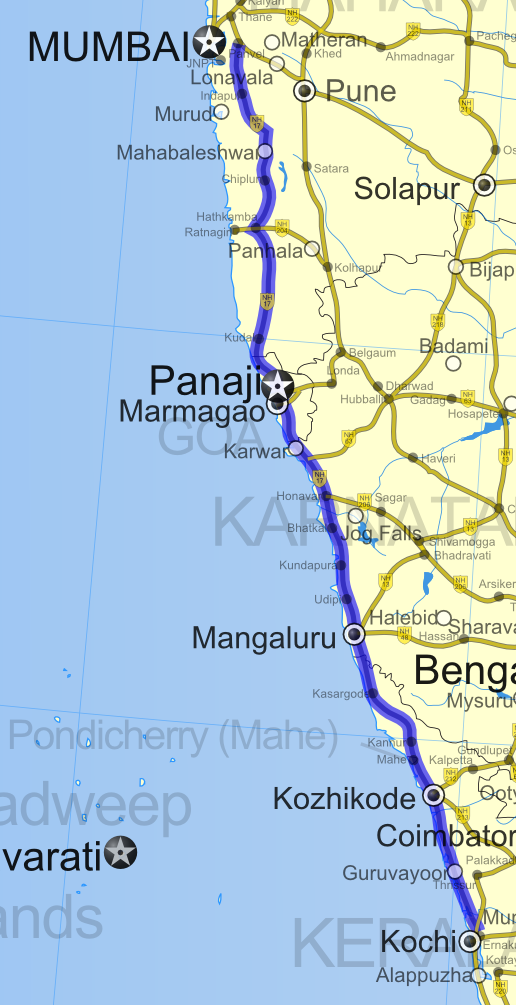
國道17號路線示意圖

國道17號（英語：National Highway 17，簡稱NH17）是一條縱貫印度西海岸的國家級公路，經過馬哈拉施特拉邦、果阿邦、卡納塔克邦和喀拉拉邦，北起馬哈拉施特拉邦的潘韋爾，沿途經門格洛爾、卡利卡特，南至柯枝止。全長1,296公里。